# Nyctemera signata
Nyctemera signata là một loài bướm đêm thuộc phân họ Arctiinae, họ Erebidae.